# Efraim Sevela
Efraim Sevela (Russisch: Эфраим Севела), pseudoniem van Jefim Jevelevitsj Drabkin (Russisch: Ефим Евелевич Драбкин) (Babroejsk, Wit-Rusland, 8 maart 1928 - Moskou, 18 augustus 2010) was een Russisch schrijver, scenarioschrijver en regisseur, die na zijn emigratie uit de Sovjet-Unie, in Israël, de Verenigde Staten en Rusland verbleef. 
Efraim Sevela was van Joodse afkomst. Zijn vader was officier. Sevela ging naar de Wit-Russische Staatsuniversiteit en werd in de Sovjet-Unie scenarioschrijver van talrijke patriottische films. Op het einde van de jaren 1960 werd hij lid van de joodse Sovjet-dissidenten en nam deel aan de bezetting van het kantoor van het hoofd van de Sovjetregering in 1971. Sevela emigreerde naar Israël. Naar eigen zeggen, nam Sevela als 45-jarige deel aan de Jom Kipoeroorlog en raakte daarbij gewond. In 1977 trok hij van Israël naar de Verenigde Staten. Efraim Sevela werkte en woonde in verschillende steden, zoals Londen, Parijs en West-Berlijn. In 1990 keerde Efraim Sevela terug naar de Sovjet-Unie en maakte hij met succes een aantal films, gebaseerd op zijn werken.

## Filmografie
Scenarioschrijver
- Annoesjka (1959)
- Nasji sosedi (1957)
- Krepky oresjek (1967)
- Goden k nestrojevoj (1968)

Regisseur
- Kolysanka (1986) Wiegelied, Kolybelnaja
- Popoegaj, govorjasjtsji na idisj (1990) Попугай, говорящий на идиш (Sovjet-Unie) De papegaai die Jiddisch spreekt
- Nojev kovtseg (1992) Ноев ковчег (Rusland) De ark van Noah
- Blagotvoritelny bal (1993) Благотворительный бал (Rusland) Het liefdadigheidsbal
- Belye djoeny (1996) De witte duinen

Acteur
- Nojev kovtsjeg (1992) Ноев ковчег (Rusland) De ark van Noah

Producer
- Nojev kovtsjeg (1992) Ноев ковчег (Rusland) De ark van Noah
- Blagotvoritelny bal  (1993) Благотворительный бал (Rusland) Het liefdadigheidsbal

## Romans
- Monja Tsatskes (Monya Cackes [dode link])
- We Were Not Like Other People.
- Farewell, Israel